# Grotta di Tam Pa Ling
La Grotta di Tam Pa Ling (Grotta delle scimmie) è un sito archeologico che si trova in una grotta nei Monti Annamiti nel Laos nord-orientale, rilevante per determinare il periodo dell'arrivo dell'Homo Sapiens nel sud est asiatico.

## Localizzazione
La grotta si trova sulla cima del Monte Pa Hang, a 1.170 m sul livello del mare.

## Ritrovamenti
Nella grotta sono stati scoperti tre fossili di ominidi: TPL1, un cranio appartenente a un essere umano anatomicamente moderno; TPL2, una mandibola con tratti sia moderni che arcaici; e TPL3, una mandibola parziale, anche questa con tratti sia moderni che arcaici. I tre fossili rappresentano tre individui separati e risalgono ad un periodo compreso tra 70.000 e 46.000 anni fa. Le scoperte indicano che gli esseri umani moderni potrebbero essere migrati nel Sud-est asiatico entro 60.000 anni fa.